# Österåker Vaxholms Nya Tidning
Österåker Vaxholms Nya Tidning var en dagstidning utgiven under tiden 28 februari 2002 till 22 augusti 2002. Österåker Vaxholms nya tidning var en vidareutveckling av tidigare edition i Vaxholm till tidningen Skärgården. Editionen blev en egen tidning.

## Redaktion och tryckning
Ansvarig utgivare och redaktör var Lena Gustavsson. Tidningen var opolitisk och redaktionsort var Vaxholm. Tidningen kom ut på torsdagar en gång i veckan. Tidningen trycktes på företaget Tabloidtryck i Norden i Norrtälje  Satsytan var tabloid och tidningen trycktes i fyrfärg. Förlag hette hela utgivningstiden KustMedia AB i Stockholm. Tidningen hade 20-28 sidor och kostade 325 kr i prenumeration.